# Medvědí pramen
Medvědí pramen je slabě mineralizovaná železnatá kyselka nacházející se v blízkém okolí Mariánských Lázní. Pramen vyvěrá v lesoparku mezi hotelem Agricola a Balbínovým pramenem (směr Velká Hleďsebe).

## Historie
Nachází se zde socha medvěda vytvořená zdejším sochařem Vítězslavem Eiblem. V okolí medvědi opravdu žili, místo leží v blízkosti lesů. Jde o příjemné místo pro odpočinek v altánku či na lavičkách. Pramen zanikl před rokem 1988. Ale po úpravách na počátku 90. let byla k němu znovu postavena kamenná zídka s vývodem. Bohužel ale kyselka přestala za několik let téct a opět se chodí k původnímu vývěru. Dosud se[kdo?] řeší problém neustálého znečištění povrchovou vodou a žádá se[kdo?] o odbornou úpravu jímání pramene.[zdroj?] Název pramene pochází už z období středověku, kdy se v této lokalitě vyskytovalo údajně hodně medvědů, kteří v místech vývěru pramene měli svá doupata.

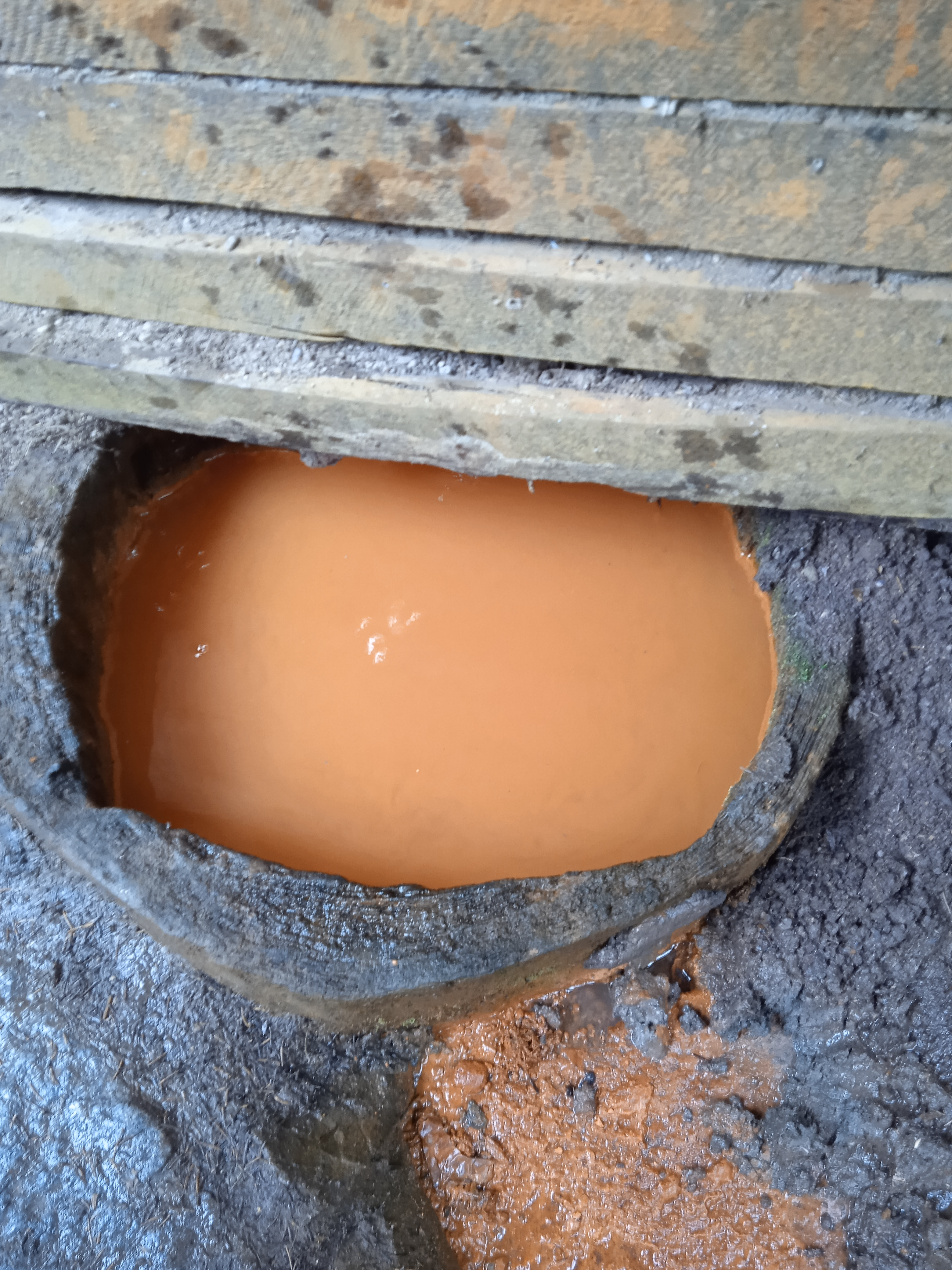
Pařez, ve kterém pramen vyvěrá
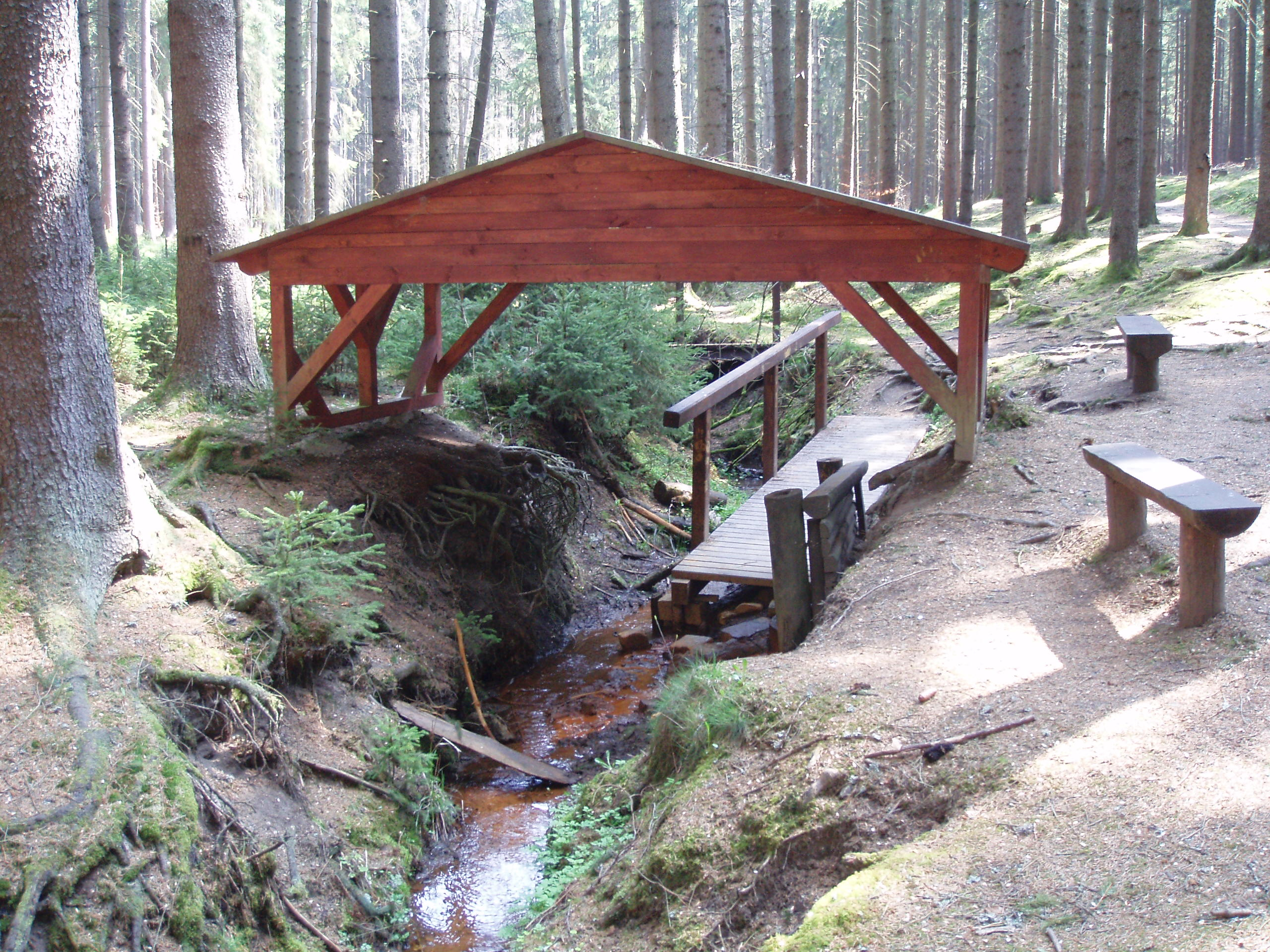
Medvědí pramen
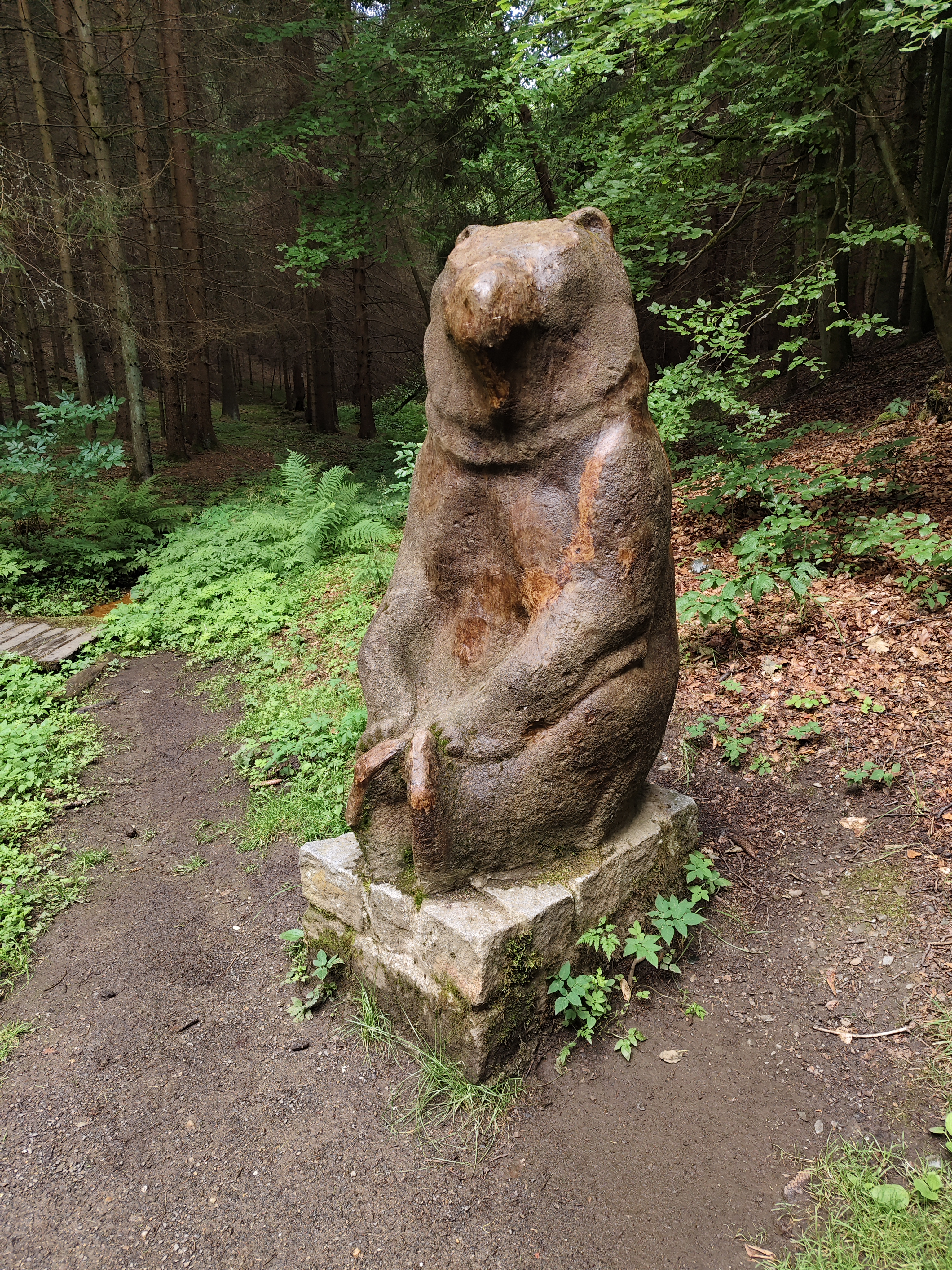
Detail sochy medvěda u altánku